# Petrykozy (Rymań)
Petrykozy (deutsch Althof) ist ein Wohnplatz in der Woiwodschaft Westpommern in Polen. Er liegt im Gebiet der Gmina Rymań (Landgemeinde Roman) und gehört mit dieser zum Powiat Kołobrzeski (Kolberger Kreis).

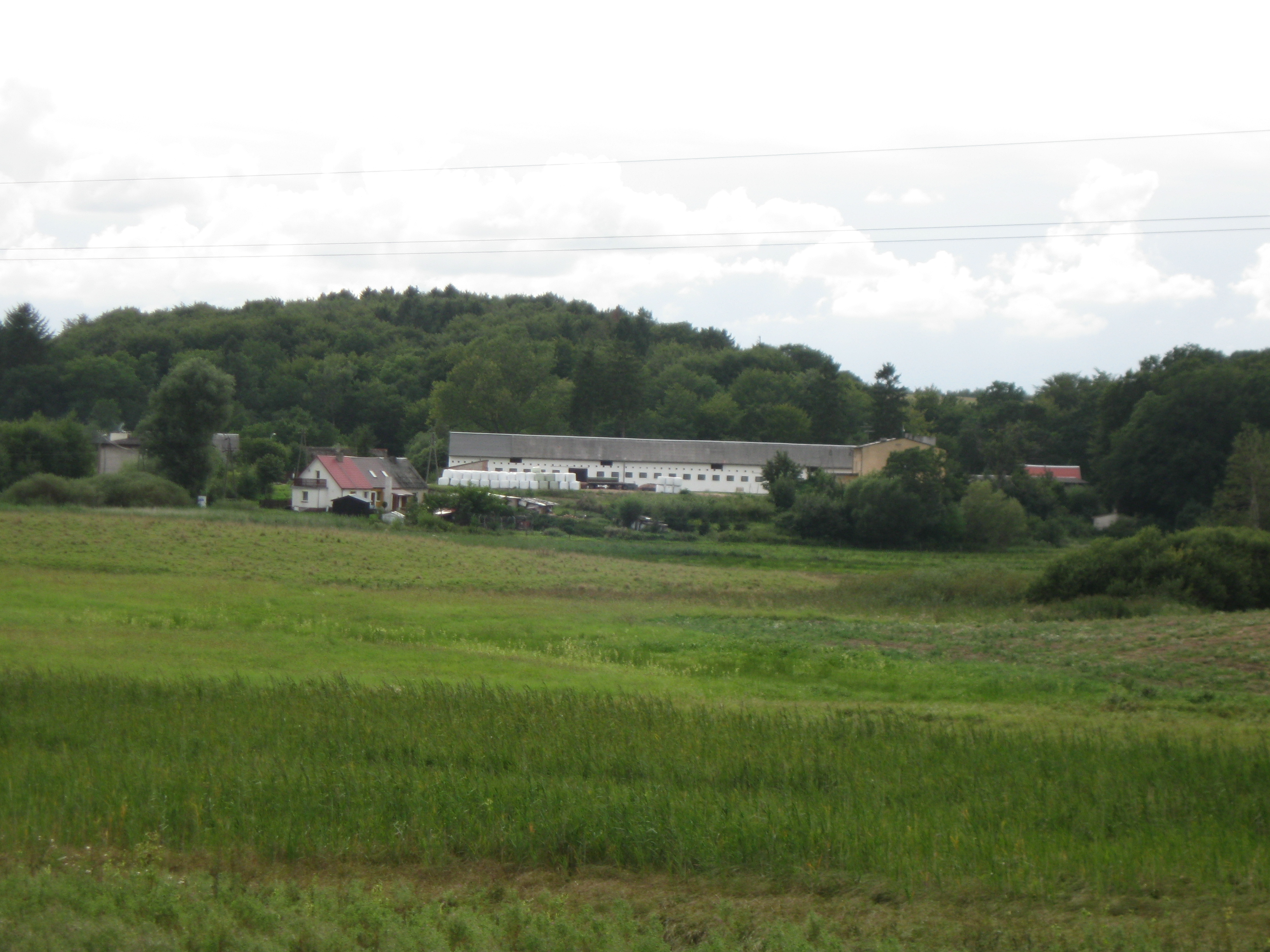
Ortsansicht (Aufnahme von 2013)

Das Wohnplatz liegt in Hinterpommern, etwa ein Kilometer südwestlich des Dorfes Świecie Kołobrzeskie (Schwedt). Knapp zwei Kilometer südlich liegt der Wohnplatz Mechowo (Mönchgrund), etwa 500 Meter nordwestlich die Hofwüstung Ludwigshöh. Westlich des Wohnplatzes fließt der Rottbach, der weiter nördlich in den Kreiherbach mündet.
Althof war lange ein Rittergut im Besitz der adligen Familie Wachholtz. Als solches wurde es erstmals im Jahre 1604 genannt, als Herzog Bogislaw XIII. einen Angehörigen der Familie mit mehreren Gütern belehnte. Auf der Lubinschen Karte von 1618 ist der Ort als Oldenhoff verzeichnet. Zu den Erbherren auf Althof gehörte der Kammerherr und Amtshauptmann Georg Christoph von Wachholtz († 1716). Zeitweise gehörte Althof demselben Besitzer wie ein Gutsanteil von Schwedt (Schwedt B) und Klein Jarchow.
In Ludwig Wilhelm Brüggemanns Ausführlicher Beschreibung des gegenwärtigen Zustandes des Königlich-Preußischen Herzogtums Vor- und Hinterpommern (1784) ist Althof als Rittergut unter den adeligen Gütern des Greiffenbergschen Kreises aufgeführt. Im 19. Jahrhundert wurde Mönchgrund als Vorwerk von Althof genannt.
Um 1880 war Althof nicht mehr im Besitz der Familie Wachholtz. Im Jahre 1887 wurde das Rittergut durch den damaligen Besitzer aufgeteilt. Es entstanden zehn Bauernstellen, für die in der Feldmark verteilte Hofstellen eingerichtet wurden. Das bisherige Vorwerk Mönchgrund wurde separat verkauft. Es blieb ein sogenanntes Restgut Althof mit 113 Hektar Fläche (Stand 1892), das ebenfalls verkauft wurde.
Althof wurde im Jahre 1818 aus dem Kreis Greifenberg in den Kreis Fürstenthum umgegliedert; die neue Kreisgrenze verlief westlich von Althof. Bei der Auflösung des Kreises Fürstenthum im Jahre 1871 kam Althof zum Kreis Colberg-Cörlin. Althof bildete im 19. Jahrhundert zunächst einen eigenen Gutsbezirk, zu dem auch das Vorwerk Mönchgrund gehörte. Nach der Aufteilung des Rittergutes wurde der Gutsbezirk im Jahre 1901 aufgelöst und in die Landgemeinde Schwedt eingegliedert. Bis 1945 bildete Althof dann einen Wohnplatz der Landgemeinde Schwedt und gehörte mit dieser zum Landkreis Kolberg-Körlin der Provinz Pommern.
Gegen Ende des Zweiten Weltkriegs wurde Althof 1945 von der Roten Armee besetzt und anschließend – wie ganz Hinterpommern – unter polnische Verwaltung gestellt.  Soweit die Bewohner nicht geflohen waren, wurden sie vertrieben. Althof erhielt den polnischen Ortsnamen „Petrykozy“. 
Im Jahr 2013 lebten hier 115 Einwohner.